# Henri Rouart

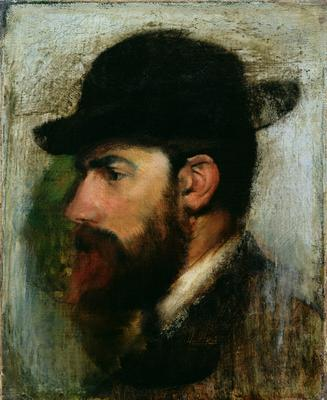
Retrato de Henri Rouart por Edgar Degas

Stanislas-Henri Rouart, mais conhecido como Henri Rouart (Paris, 1833 - Paris, 2 de janeiro de 1912) foi um engenheiro, industrial, inventor, pintor e colecionador de arte francês.